# Gwen Leclainche
Gwen Leclainche, né le 12 avril 2000, est un coureur cycliste français.

## Biographie

### Débuts cyclistes et carrière chez les amateurs
Gwen Leclainche est formé au club savoisien de La Motte-Servolex Cyclisme. Il intègre ensuite la structure juniors (moins de 19 ans) du Vulco-VC Vaulx-en-Velin en 2017. L'année suivante, il remporte notamment le classement général du Tour PACA Juniors,. Après ses bons résultats, il monte dans l'équipe DN1 du club de Vaulx en 2019 pour ses débuts espoirs (moins de 23 ans). 
En 2020, il décide de rejoindre le CC Étupes. Décrit comme un puncheur, il prend la deuxième place du championnat régional de Bourgogne-Franche-Comté au mois d'aout. Lors de la saison 2021, il se distingue au niveau UCI en terminant quatrième d'une étape au Tour du Pays de Montbéliard et sur le Ronde de l'Isard. Il est également sixième du Tour de Guadeloupe. 
En 2022, il prend la troisième place de Liège-Bastogne-Liège espoirs. Il devient ensuite stagiaire au sein de l'équipe continentale nordiste Go Sport-Roubaix Lille Métropole. Deuxième d'une étape de la Ronde de l'Isard, il ne parvient toutefois pas à décrocher un contrat professionnel. Gwen Leclainche décide alors de rejoindre le club Philippe Wagner Cycling en 2023. Sous ses nouvelles couleurs, il s'illustre en étant l'un des meilleurs amateurs français. Il remporte le Grand Prix du Pays d'Aix, manche de la Coupe de France N1, ainsi que l'épreuve Annemasse-Bellegarde et retour. Il s'impose par ailleurs sur Paris-Troyes, une course inscrite au calendrier de l’Union Cycliste Internationale.

### Carrière professionnelle
En 2024, il signe un contrat professionnel avec l’équipe  continentale belge Philippe Wagner-Bazin dirigée par Geoffrey Coupé. Il fait le choix de quitter le monde professionnel à la fin de la saison.

## Palmarès

### Par année
- 2018
  - Prix du Conseil Général de l'Ardèche
  - 4e étape du Tour du Léman Juniors
  - Tour PACA Juniors
  - 2e du Tour du Léman Juniors
- 2020
  - 2e du championnat de Bourgogne-Franche-Comté sur route
- 2022
  - 3e de Liège-Bastogne-Liège espoirs
  - 3e du Tour Agglo Bourg-en-Bresse
- 2023
  - Grand Prix du Pays d'Aix
  - Annemasse-Bellegarde et retour
  - Paris-Troyes
  - 2e étape des Trois Jours de Cherbourg
  - 3e du Grand Prix de Saint-Étienne Loire

### Classements mondiaux
| Année                                 | 2021  | 2022  | 2023  |
| ------------------------------------- | ----- | ----- | ----- |
| Classement mondial                    | 1740e | 1518e | 1179e |
| UCI Europe Tour                       | 1198e | 1015e | nc    |
|                                       |       |       |       |
| Légende : nc = non classéSource : UCI |       |       |       |